# 沃内勒
沃内勒（法語：Venelles，法語發音：[vənɛl]）是法国罗讷河口省的一个市镇，位于普罗旺斯地区艾克斯的东北部，属于普罗旺斯地区艾克斯区和艾克斯-马赛-普罗旺斯都会区。

## 地理
沃内勒（43°35'54"N, 5°28'57"E）面积20.54 平方千米，位于法国普罗旺斯-阿尔卑斯-蓝色海岸大区罗讷河口省，该省份为法国东南部沿海省份，北起沃克吕兹省，西接加尔省，南濒地中海，东临瓦尔省。
与沃内勒接壤的市镇（或旧市镇、城区）包括：普罗旺斯地区艾克斯、梅拉尔格、勒皮圣雷帕拉德、圣马克-若姆加尔德。
沃内勒的时区为UTC+01:00、UTC+02:00（夏令时）。

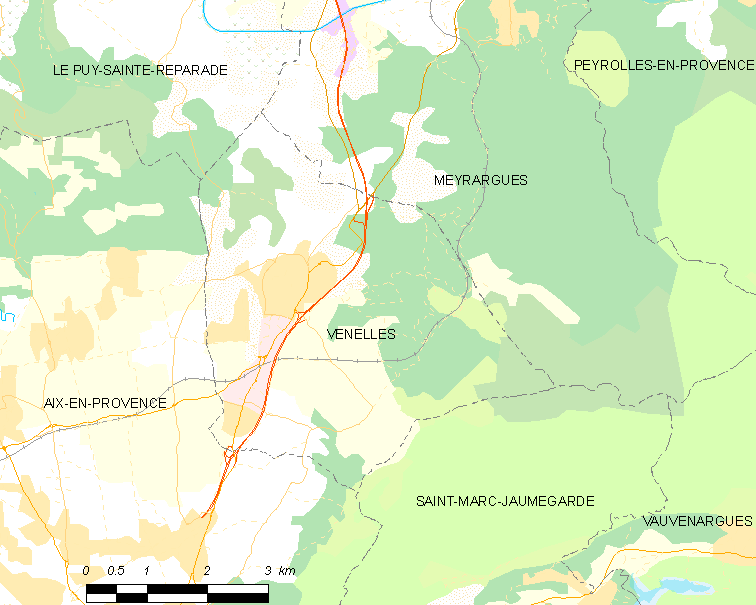
沃内勒的OSM定位图

## 行政
沃内勒的邮政编码为13770，INSEE市镇编码为13113。

## 政治
沃内勒所属的省级选区为特雷茨县。

## 交通
普罗旺斯地区艾克斯市区公交25路可直达沃内勒。

## 人口

1962-2008年间沃内勒人口变化图示

沃内勒于2022年1月1日时的人口数量为8420人。